# Veld

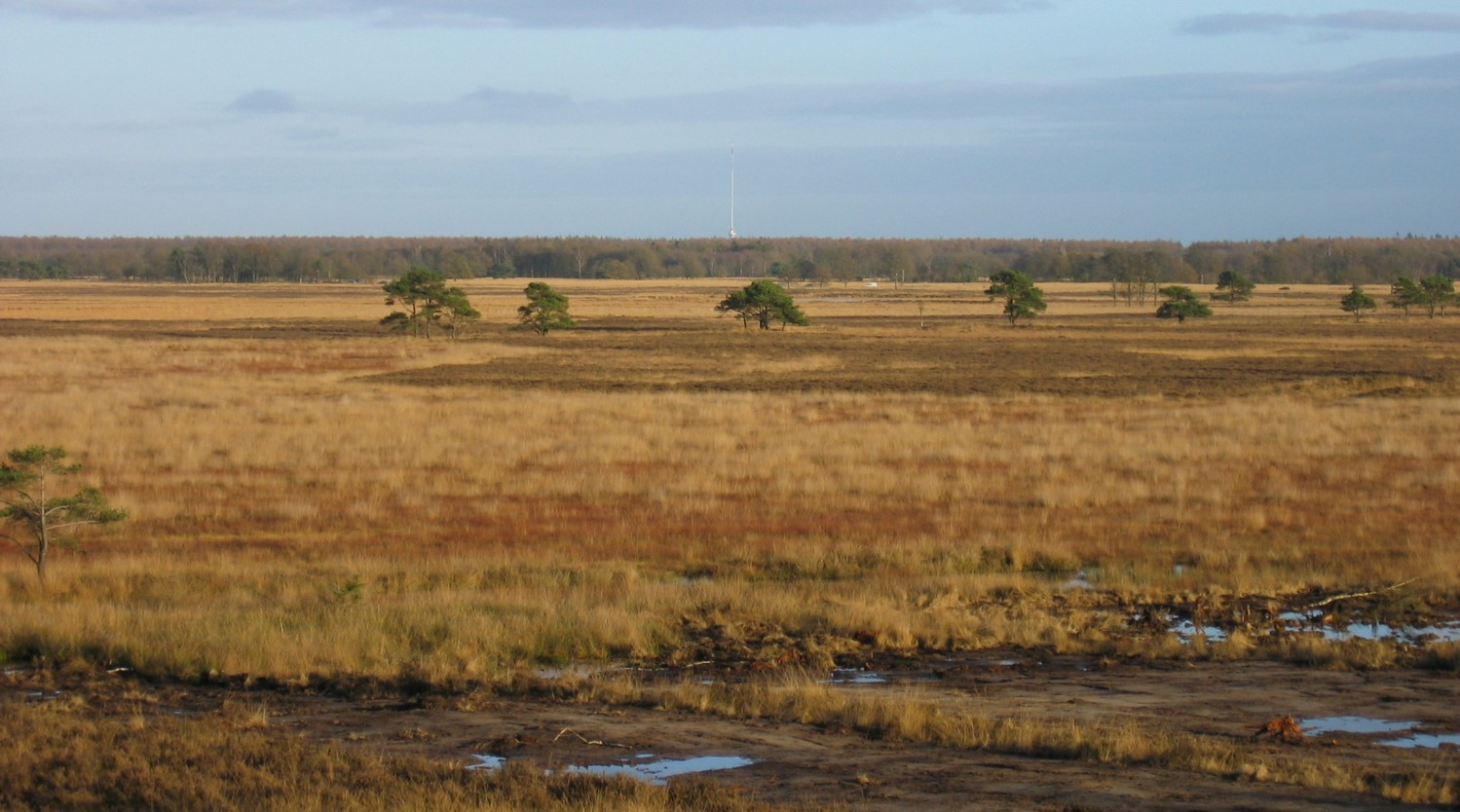
Paisagem do veld.

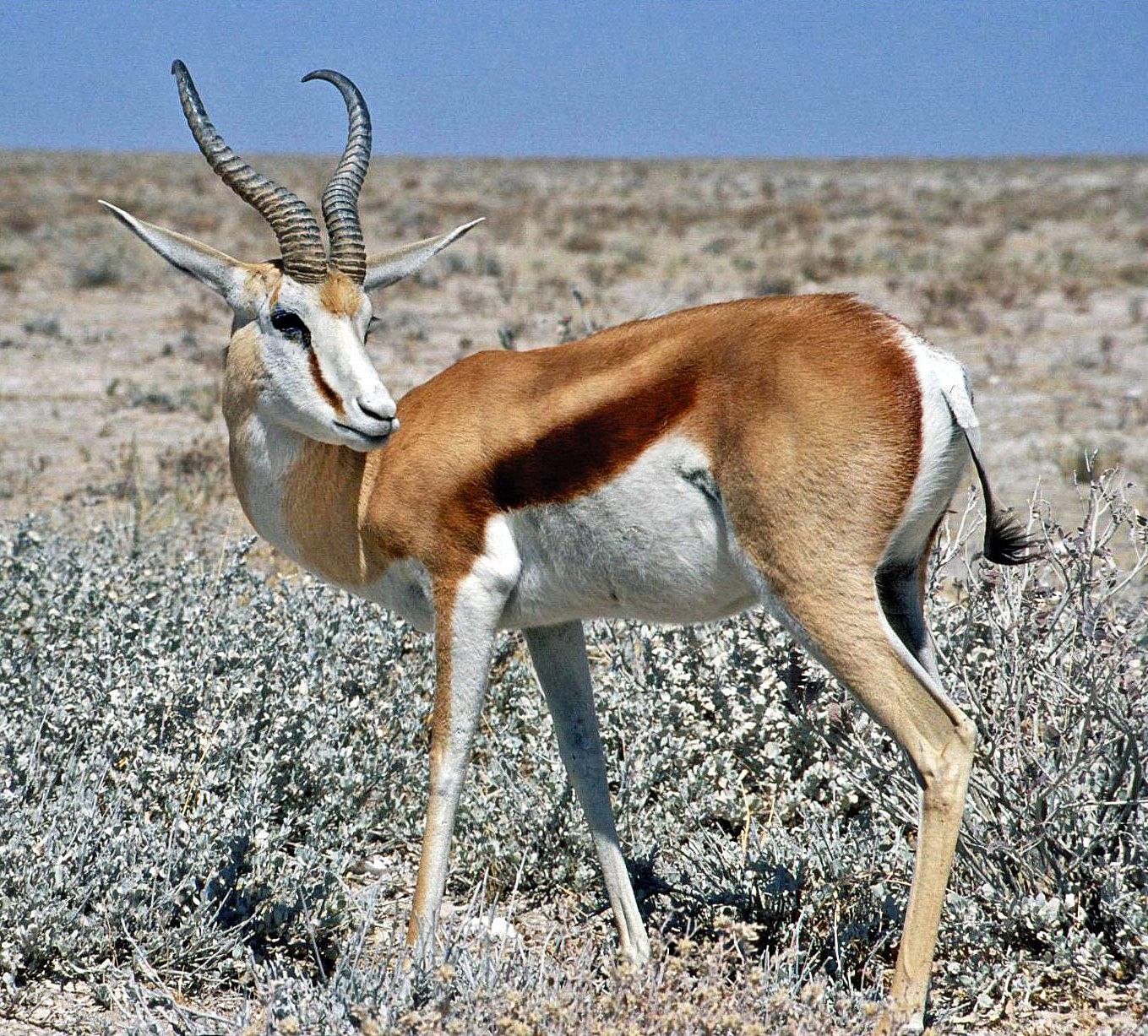
Cabra-de-leque no veld na primavera (Parque Nacional Etosha, Namíbia).

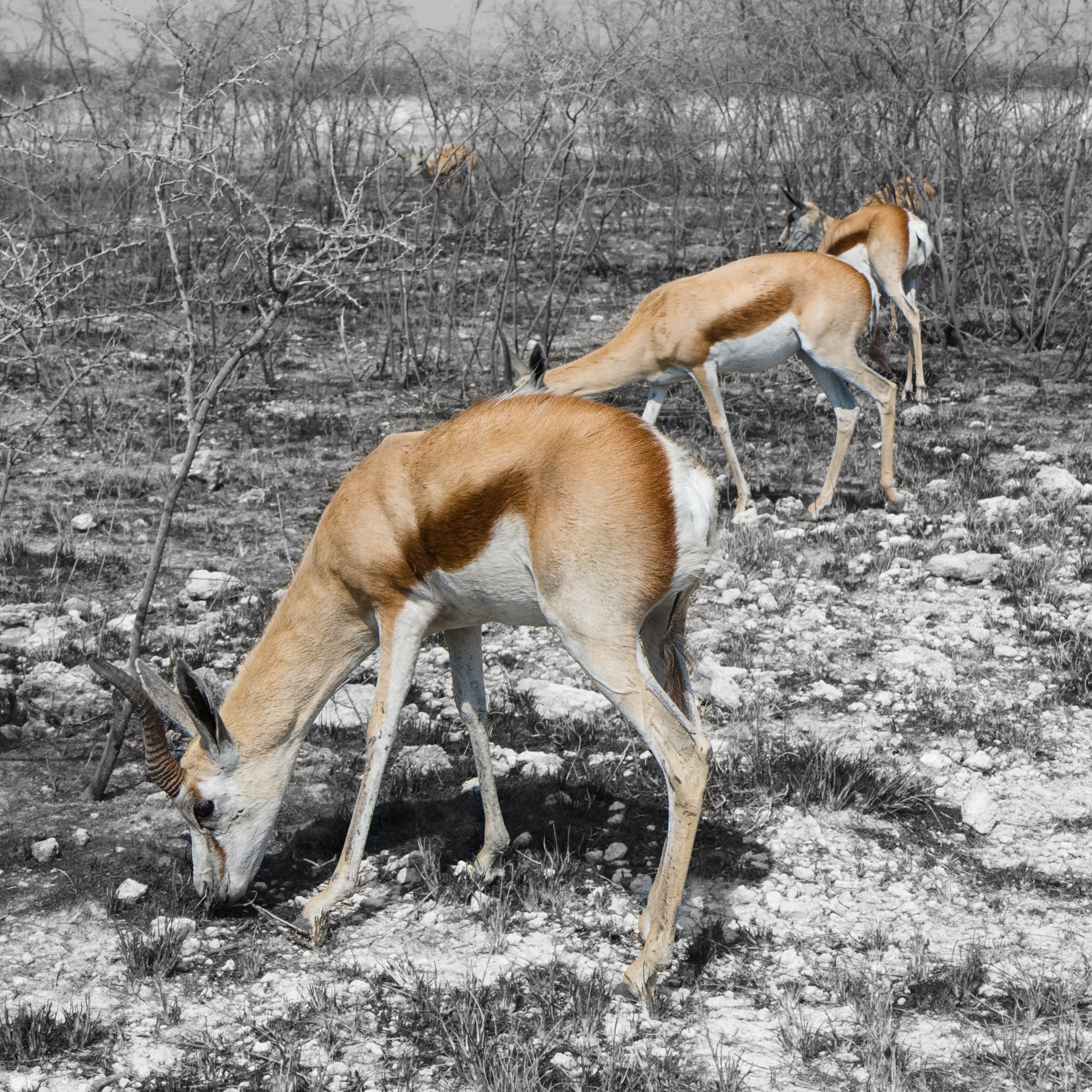
Cabras-de-leque no veld depois de uma queimada (Parque Nacional Etosha, Namíbia).

Veld (pronunciado [fɛlt]), também grafado veldt, véldia e com significado literal de campina, é um tipo de paisagem natural aberta do tipo savana das regiões planas do Sul da África, caracterizado por vastas áreas planas recobertas por pradaria e manchas esparsas de matagal composto por arbustos baixos. Este tipo de paisagem ocorre em vastas regiões da África do Sul, Lesoto, Essuatíni, Zimbabué, Botsuana e Namíbia. Uma ecorregião da África do Sul, caracterizada por matagal subtropical, foi oficialmente designada por bushveld pelo World Wide Fund for Nature. As queimadas são ocorrência comum no veld.

## Etimologia
A palavra veld tem origem na língua africânder, na qual significa 'campo'.
A origem etimológica é o termo neerlandês veldt, uma grafia abandonada por aquela língua em favor de veld durante o século XIX. A grafia "veldt" é, portanto, anacrónica.

## Descrição
Grande parte do interior da África Meridional consiste num planalto estepário recoberto por grandes formações de gramíneas, em parte semi-desértico, conhecido como Highveld (Alto-Veld). Estas áreas apresentam altitudes elevadas, em grande parte entre 1200 m e 1800 m acima do nível médio do mar, sendo em consequência relativamente frias. O Highveld estende-se do leste da parte norte-oriental da província de Cabo Ocidental e inclui toda a extensão do Estado Livre de Orange. Ao norte, o Highveld inclui as formações rochosas de Vituateresrande, conhecidas pela sua riqueza em ouro. Para o norte desta área, no Transvaal, estende-se a Bushveld, uma área de savana com depósitos minerais igualmente importantes (platina, níquel, cromo, cobre e ferro). O Bushveld estende-se até ao vale do Limpopo, no norte, e ao Calaári para o oeste. Para leste, o Highveld é claramente delineada pela Grande Escarpa da África Austral. Algumas fontes denominam o Highveld como o "Carru setentrional", relacionando-o com as terras altas do Carru meridional.
As planícies costeiras além da escarpa são chamados Lowveld (Baixo-Veld). Esta faixa de terra tem uma largura que varia entre 60 Km e 200 km, caracterizada por temperaturas do ar elevadas, sendo cultivada de forma menos intensa. Até meados do século XX, o Lowveld foi assombrado pelo mosca tsé-tsé, vector doença do sono, razão pela qual também foi chamado de país da febre. Nesta região existem importantes depósitos de petróleo e gás natural.
Em função do clima e vegetação, o veld divide-se em várias áreas diferenciadas:
- O Alto Veld ou Highveld, meseta que inclui a ecorregião da Pradaria do Alto Veld.
- O Baixo Veld ou Lowveld.
- O Veld Médio ou Middleveld.
- O Veld Arborizado ou Bushveld.
- O Veld Espinhoso ou Thornveld.